# Papa Stronsay
Papa Stronsay is een klein eiland van 74 ha ten noordoosten van Stronsay. Het maakt deel uit van de Orkneyeilanden. Het eiland ligt ten noordoosten van de plaats Kirkwall op het Mainland. Sinds 1999 leeft een gemeenschap van redemptoristen (de Zonen van de Allerheiligste Verlosser) op het eiland.